# Tudeley
Tudeley – wieś w Anglii, w hrabstwie Kent, w dystrykcie Tonbridge and Malling. Leży 18 km na południowy zachód od miasta Maidstone i 48 km na południowy wschód od centrum Londynu.